# Motocykl kabinowy

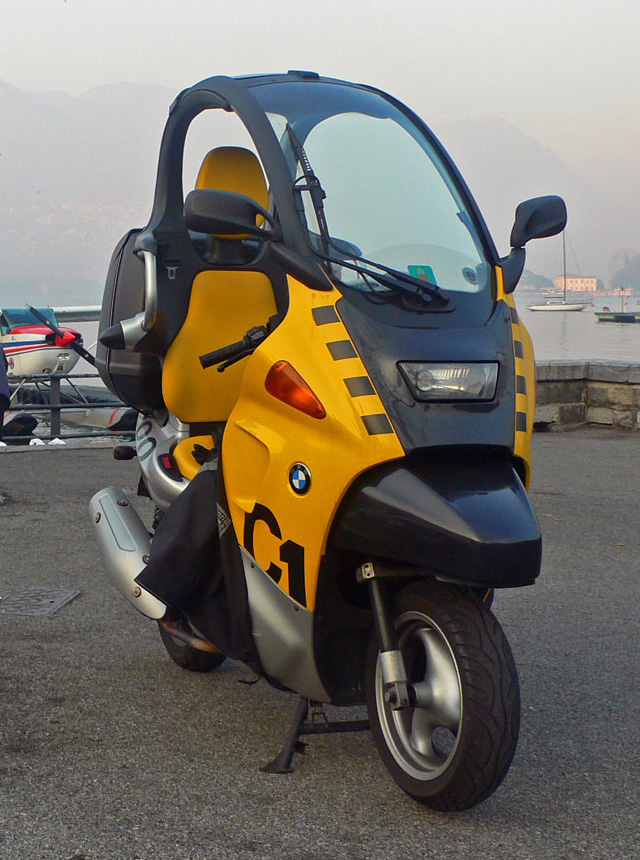
BMW C1

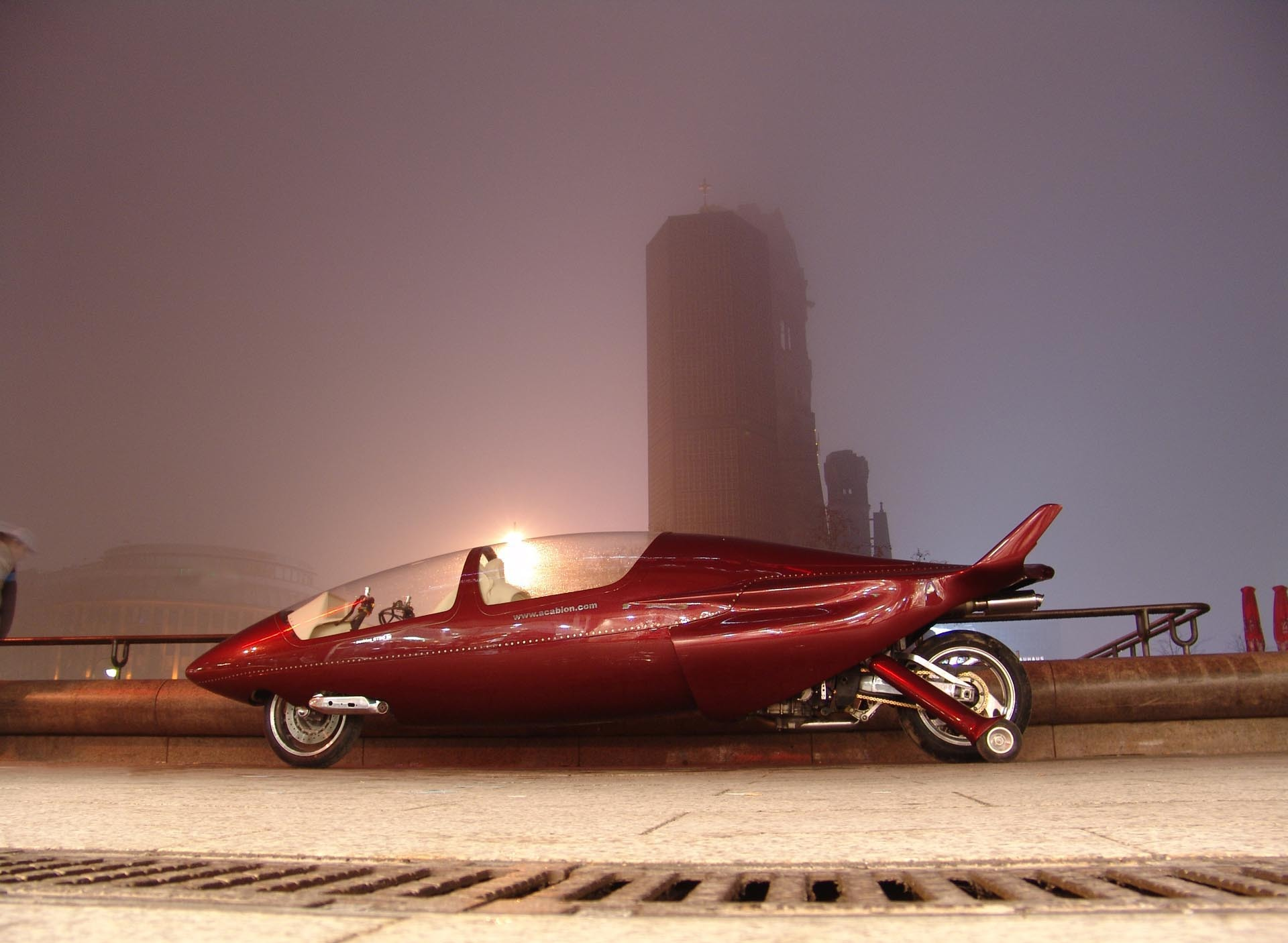
Acabion GTBO

Motocykl kabinowy – jednośladowy pojazd samochodowy z nadwoziem, posiadający dwa koła jezdne, wyposażony w silnik spalinowy o pojemności powyżej 50 cm³.